# Sarvgölen (Östra Ryds socken, Östergötland)
Sarvgölen är en sjö i Söderköpings kommun i Östergötland och ingår i Söderköpingsåns huvudavrinningsområde.